# Plac Ludwika Zamenhofa we Wrocławiu
Plac Ludwika Zamenhofa (Kantplatz , Göring Platz, Plac Trójkątny ) – plac położony na osiedlu Huby (Hüben ) w obrębie dzielnicy Krzyki we Wrocławiu. Wcześniej obszar ten przynależał do osiedla Gaj . Obecnie obszar tego placu zagospodarowany jest jako teren ogrodzony z zieleńcem, w ramach którego urządzono miasteczko ruchu drogowego z placem zabaw dla dzieci. Skwer pozostaje w Zarządzie Zieleni Miejskiej we Wrocławiu  .

## Zagospodarowanie placu
Plac ma powierzchnię 0,3 ha. Miejscowy plan zagospodarowania przestrzennego dla tego obszaru, określa dla terenu placu przeznaczenie pod skwery, place zabaw, urządzenia sportowe i inne, przy czym dla obszaru Placu Ludwika Zamenhofa wskazuje na lokalizację obiektu szczególnego. Tym obiektem jest wyżej opisane miasteczko ruchu drogowego z placem zabaw dla dzieci  .

## Nazwy placu
Plac w okresie swego istnienia nosił następujące nazwy:
- Kantplatz, do 8.08.1933 r.[1][4]
- Göringplatz, od 8.08.1933 r. do 1945 r.[1][4]
- Trójkątny, do 1945 r. do 23.06.1961 r.[4][5]
- Ludwika Zamenhofa, od 23.06.1961 r.[1][4]

## Patroni i odniesienia nazw
Nazwy placu upamiętniały następujących patronów lub odnosiły się do następujących faktów:
Kantplatznazwa ta upamiętniała Immanuela Kanta (urodzonego 22.04.1724 r. w Królewcu, zmarłego 12.02.1804 r. także w Królewcu), czołowego przedstawiciela klasycznej filozofii niemieckiej, twórcy krytycyzmu teoriopoznawczego
Göringplatznazwa ta upamiętniała Hermanna Wilhelma Göringa (urodzonego 12.01.1893 r. Rosenheim, zmarłego 15.10.1946 r. w Norymberdze w wyniku popełnionego samobójstwa), działacza NSDAP, marszałka lotnictwa Trzeciej Rzeszy, skazany został na karę śmierci w procesie norymberskim,
Trójkątnynazwa ta odnosi się do kształtu placu, który w rzucie poziomym zbliżony jest do trójkąta  ,
Ludwika Zamenhofanazwa ta upamiętniała Ludwika Zamenhofa (Eliezer Lewi Samenhof; urodzonego 15.12.1859 r. w Białymstoku, zmarłego 14.04.1917 r. w Warszawie), lekarza okulistę, a także twórcy języka esperanto .

## Ulice
Plac otoczony jest ulicami:
- ulica Kamienną[5] [15] (Steinstrasse)[16] (Steinstrasse + Kräuterweg)[7][17]
- ulica Łódzką[5] [18] (Kantstrasse)[19][20]
- ulica Wieczystą[5] [21] (Göringstrasse)[22][23], stanowiąca wcześniej część obecnej ulicy Sztabowej (Menzelstrasse)[24][25]

W północno-wschodnim narożniku placu położone jest skrzyżowanie ulicy Kamiennej z ulicą Wieczystą od którego odchodzi także ulica Tomaszowska (Fichtestrasse)

## Otoczenie
Obszar miasta, w obrębie którego położony jest plac, zabudowany jest budynkami mieszkalnymi i mieszkalno-usługowymi osiedla Huby. Jedynie na zachód od placu, po przeciwnej stronie jezdni ulicy Łódzkiej położony jest Specjalny Ośrodek Szkolno-Wychowawczy nr 11 , natomiast na południowy wschód od placu, za jezdnią ulicy Wieczystej i niewielkim skwerem (o powierzchni 0,13 ha) położony jest teren Zespołu Szkolno-Przedszkolnego nr 17 .